# Lista över fornlämningar i Norrköpings kommun (Tingstad)
Lista över fornlämningar i Norrköpings kommun (Tingstad) är en förteckning av ett urval av de fornlämningar som finns i Tingstad i Norrköpings kommun.
| Namn                                   | Lämningstyp                      | Tillkomsttid | Historisk indelning    | Plats | Läge                 | ID-nr          | Bild                                 |
| -------------------------------------- | -------------------------------- | ------------ | ---------------------- | ----- | -------------------- | -------------- | ------------------------------------ |
| Tingstad 1:1                           | Gravfält                         |              | Tingstad, Östergötland |       | 58.517386, 16.328315 | 10050800010001 | Ladda upp en bild av detta fornminne |
| Tingstad 2:1                           | Gravfält                         |              | Tingstad, Östergötland |       | 58.517574, 16.323867 | 10050800020001 | Ladda upp en bild av detta fornminne |
| Tingstad 3:1                           | Röse                             |              | Tingstad, Östergötland |       | 58.515497, 16.325235 | 10050800030001 | Ladda upp en bild av detta fornminne |
| Tingstad 3:2                           | Stensättning                     |              | Tingstad, Östergötland |       | 58.515594, 16.324678 | 10050800030002 | Ladda upp en bild av detta fornminne |
| Tingstad 4:1                           | Gravfält                         |              | Tingstad, Östergötland |       | 58.516084, 16.321800 | 10050800040001 | Ladda upp en bild av detta fornminne |
| Tingstad 6:1                           | Stensättning                     |              | Tingstad, Östergötland |       | 58.521732, 16.319988 | 10050800060001 | Ladda upp en bild av detta fornminne |
| Tingstad 6:2                           | Grav markerad av sten/block      |              | Tingstad, Östergötland |       | 58.521524, 16.319722 | 10050800060002 | Ladda upp en bild av detta fornminne |
| Tingstad 8:1                           | Gravfält                         |              | Tingstad, Östergötland |       | 58.528629, 16.314086 | 10050800080001 | Ladda upp en bild av detta fornminne |
| Tingstad 9:1                           | Gravfält                         |              | Tingstad, Östergötland |       | 58.521686, 16.308161 | 10050800090001 | Ladda upp en bild av detta fornminne |
| Tingstad 10:1                          | Stensättning                     |              | Tingstad, Östergötland |       | 58.520953, 16.306649 | 10050800100001 | Ladda upp en bild av detta fornminne |
| Tingstad 10:2                          | Stensättning                     |              | Tingstad, Östergötland |       | 58.520956, 16.306165 | 10050800100002 | Ladda upp en bild av detta fornminne |
| Tingstad 10:4                          | Stensättning                     |              | Tingstad, Östergötland |       | 58.520895, 16.305165 | 10050800100004 | Ladda upp en bild av detta fornminne |
| Tingstad 11:1                          | Stensättning                     |              | Tingstad, Östergötland |       | 58.521319, 16.304269 | 10050800110001 | Ladda upp en bild av detta fornminne |
| Tingstad 11:2                          | Stensättning                     |              | Tingstad, Östergötland |       | 58.521152, 16.304543 | 10050800110002 | Ladda upp en bild av detta fornminne |
| Tingstad 12:1                          | Stensättning                     |              | Tingstad, Östergötland |       | 58.524013, 16.305965 | 10050800120001 | Ladda upp en bild av detta fornminne |
| Tingstad 12:2                          | Stensättning                     |              | Tingstad, Östergötland |       | 58.523861, 16.305454 | 10050800120002 | Ladda upp en bild av detta fornminne |
| Tingstad 12:4                          | Stensättning                     |              | Tingstad, Östergötland |       | 58.523916, 16.305287 | 10050800120004 | Ladda upp en bild av detta fornminne |
| Tingstad 13:1                          | Stensättning                     |              | Tingstad, Östergötland |       | 58.522253, 16.304179 | 10050800130001 | Ladda upp en bild av detta fornminne |
| Tingstad 14:1                          | Stensättning                     |              | Tingstad, Östergötland |       | 58.522229, 16.303042 | 10050800140001 | Ladda upp en bild av detta fornminne |
| Tingstad 15:1                          | Stensättning                     |              | Tingstad, Östergötland |       | 58.521442, 16.302220 | 10050800150001 | Ladda upp en bild av detta fornminne |
| Tingstad 15:2                          | Stensättning                     |              | Tingstad, Östergötland |       | 58.521558, 16.302423 | 10050800150002 | Ladda upp en bild av detta fornminne |
| Tingstad 15:3                          | Stensättning                     |              | Tingstad, Östergötland |       | 58.521629, 16.302554 | 10050800150003 | Ladda upp en bild av detta fornminne |
| Tingstad 16:1                          | Stensättning                     |              | Tingstad, Östergötland |       | 58.521458, 16.302882 | 10050800160001 | Ladda upp en bild av detta fornminne |
| Tingstad 16:2                          | Stensättning                     |              | Tingstad, Östergötland |       | 58.521435, 16.303125 | 10050800160002 | Ladda upp en bild av detta fornminne |
| Tingstad 17:1                          | Stensättning                     |              | Tingstad, Östergötland |       | 58.522983, 16.296494 | 10050800170001 | Ladda upp en bild av detta fornminne |
| Tingstad 17:2                          | Stensättning                     |              | Tingstad, Östergötland |       | 58.523154, 16.295675 | 10050800170002 | Ladda upp en bild av detta fornminne |
| Tingstad 18:1                          | Gravfält                         |              | Tingstad, Östergötland |       | 58.528171, 16.305866 | 10050800180001 | Ladda upp en bild av detta fornminne |
| Tingstad 19:1                          | Gravfält                         |              | Tingstad, Östergötland |       | 58.516843, 16.292339 | 10050800190001 | Ladda upp en bild av detta fornminne |
| Tingstad 20:1                          | Gravfält                         |              | Tingstad, Östergötland |       | 58.516133, 16.295191 | 10050800200001 | Ladda upp en bild av detta fornminne |
| Tingstad 21:1                          | Stensättning                     |              | Tingstad, Östergötland |       | 58.519691, 16.297293 | 10050800210001 | Ladda upp en bild av detta fornminne |
| Tingstad 22:1                          | Stensättning                     |              | Tingstad, Östergötland |       | 58.519777, 16.295943 | 10050800220001 | Ladda upp en bild av detta fornminne |
| Tingstad 23:1                          | Stensättning                     |              | Tingstad, Östergötland |       | 58.519705, 16.293480 | 10050800230001 | Ladda upp en bild av detta fornminne |
| Tingstad 23:2                          | Stensättning                     |              | Tingstad, Östergötland |       | 58.519535, 16.293672 | 10050800230002 | Ladda upp en bild av detta fornminne |
| Tingstad 23:3                          | Stensättning                     |              | Tingstad, Östergötland |       | 58.519466, 16.293784 | 10050800230003 | Ladda upp en bild av detta fornminne |
| Tingstad 24:1                          | Gravfält                         |              | Tingstad, Östergötland |       | 58.519238, 16.289463 | 10050800240001 | Ladda upp en bild av detta fornminne |
| Tingstad 25:1                          | Runristning                      |              | Tingstad, Östergötland |       | 58.529274, 16.292298 | 10050800250001 | Ladda upp en bild av detta fornminne |
| Tingstad 25:2                          | Runristning                      |              | Tingstad, Östergötland |       | 58.529204, 16.292358 | 10050800250002 | Ladda upp en bild av detta fornminne |
| Tingstad 25:3                          | Runristning                      |              | Tingstad, Östergötland |       | 58.529150, 16.292319 | 10050800250003 | Ladda upp en bild av detta fornminne |
| Tingstad 27:1                          | Stensättning                     |              | Tingstad, Östergötland |       | 58.516897, 16.278131 | 10050800270001 | Ladda upp en bild av detta fornminne |
| Tingstad 28:1                          | Stensättning                     |              | Tingstad, Östergötland |       | 58.516608, 16.276714 | 10050800280001 | Ladda upp en bild av detta fornminne |
| Tingstad 32:1                          | Gravfält                         |              | Tingstad, Östergötland |       | 58.533196, 16.262944 | 10050800320001 | Ladda upp en bild av detta fornminne |
| Tingstad 33:1                          | Hällristning                     |              | Tingstad, Östergötland |       | 58.531631, 16.263846 | 10050800330001 | Ladda upp en bild av detta fornminne |
| Tingstad 34:1                          | Gravfält                         |              | Tingstad, Östergötland |       | 58.532261, 16.265404 | 10050800340001 | Ladda upp en bild av detta fornminne |
| Tingstad 35:1                          | Stensättning                     |              | Tingstad, Östergötland |       | 58.530794, 16.271177 | 10050800350001 | Ladda upp en bild av detta fornminne |
| Tingstad 35:2                          | Stensättning                     |              | Tingstad, Östergötland |       | 58.530900, 16.271162 | 10050800350002 | Ladda upp en bild av detta fornminne |
| Tingstad 37:1                          | Stensättning                     |              | Tingstad, Östergötland |       | 58.535526, 16.257676 | 10050800370001 | Ladda upp en bild av detta fornminne |
| Tingstad 37:2                          | Stensättning                     |              | Tingstad, Östergötland |       | 58.535611, 16.257850 | 10050800370002 | Ladda upp en bild av detta fornminne |
| Tingstad 37:3                          | Stensättning                     |              | Tingstad, Östergötland |       | 58.535417, 16.257646 | 10050800370003 | Ladda upp en bild av detta fornminne |
| Tingstad 37:4                          | Stensättning                     |              | Tingstad, Östergötland |       | 58.535204, 16.257813 | 10050800370004 | Ladda upp en bild av detta fornminne |
| Tingstad 37:5                          | Hällristning                     |              | Tingstad, Östergötland |       | 58.535634, 16.258025 | 10050800370005 | Ladda upp en bild av detta fornminne |
| Tingstad 37:6                          | Hällristning                     |              | Tingstad, Östergötland |       | 58.535648, 16.258125 | 10050800370006 | Ladda upp en bild av detta fornminne |
| Tingstad 38:1                          | Stensättning                     |              | Tingstad, Östergötland |       | 58.542555, 16.245957 | 10050800380001 | Ladda upp en bild av detta fornminne |
| Tingstad 39:1                          | Gravfält                         |              | Tingstad, Östergötland |       | 58.541776, 16.247716 | 10050800390001 | Ladda upp en bild av detta fornminne |
| Tingstad 41:1                          | Hällristning                     |              | Tingstad, Östergötland |       | 58.532036, 16.280137 | 10050800410001 | Ladda upp en bild av detta fornminne |
| Tingstad 41:2                          | Hällristning                     |              | Tingstad, Östergötland |       | 58.532016, 16.280266 | 10050800410002 | Ladda upp en bild av detta fornminne |
| Tingstad 41:3                          | Hällristning                     |              | Tingstad, Östergötland |       | 58.532023, 16.280039 | 10050800410003 | Ladda upp en bild av detta fornminne |
| Tingstad 41:4                          | Hällristning                     |              | Tingstad, Östergötland |       | 58.532041, 16.280352 | 10050800410004 | Ladda upp en bild av detta fornminne |
| Tingstad 42:1                          | Stensättning                     |              | Tingstad, Östergötland |       | 58.530893, 16.281437 | 10050800420001 | Ladda upp en bild av detta fornminne |
| Tingstad 42:2                          | Stensättning                     |              | Tingstad, Östergötland |       | 58.531065, 16.281465 | 10050800420002 | Ladda upp en bild av detta fornminne |
| Tingstad 42:3                          | Stensättning                     |              | Tingstad, Östergötland |       | 58.531177, 16.281145 | 10050800420003 | Ladda upp en bild av detta fornminne |
| Tingstad 43:1                          | Stensättning                     |              | Tingstad, Östergötland |       | 58.531080, 16.279663 | 10050800430001 | Ladda upp en bild av detta fornminne |
| Tingstad 43:2                          | Stensättning                     |              | Tingstad, Östergötland |       | 58.531188, 16.279628 | 10050800430002 | Ladda upp en bild av detta fornminne |
| Tingstad 43:3                          | Stensättning                     |              | Tingstad, Östergötland |       | 58.531410, 16.279489 | 10050800430003 | Ladda upp en bild av detta fornminne |
| Tingstad 45:1                          | Gravfält                         |              | Tingstad, Östergötland |       | 58.532901, 16.278101 | 10050800450001 | Ladda upp en bild av detta fornminne |
| Tingstad 46:1                          | Hällristning                     |              | Tingstad, Östergötland |       | 58.535466, 16.278369 | 10050800460001 | Ladda upp en bild av detta fornminne |
| Tingstad 46:2                          | Hällristning                     |              | Tingstad, Östergötland |       | 58.535535, 16.278258 | 10050800460002 | Ladda upp en bild av detta fornminne |
| Lustigkulle (Tingstad 47:1)            | Gravfält                         |              | Tingstad, Östergötland |       | 58.540375, 16.270178 | 10050800470001 | Ladda upp en bild av detta fornminne |
| Tingstad 48:1                          | Gravfält                         |              | Tingstad, Östergötland |       | 58.541385, 16.270461 | 10050800480001 | Ladda upp en bild av detta fornminne |
| Tingstad 51:1                          | Gravfält                         |              | Tingstad, Östergötland |       | 58.536415, 16.323396 | 10050800510001 | Ladda upp en bild av detta fornminne |
| Tingstad 52:2                          | Grav markerad av sten/block      |              | Tingstad, Östergötland |       | 58.535079, 16.325124 | 10050800520002 | Ladda upp en bild av detta fornminne |
| Gullborg (Tingstad 54:1)               | Fornborg                         |              | Tingstad, Östergötland |       | 58.535153, 16.300984 | 10050800540001 | Ladda upp en bild av detta fornminne |
| Tingstad 55:1                          | Gravfält                         |              | Tingstad, Östergötland |       | 58.530018, 16.294395 | 10050800550001 | Ladda upp en bild av detta fornminne |
| Tingstad 56:1                          | Gravfält                         |              | Tingstad, Östergötland |       | 58.530040, 16.296182 | 10050800560001 | Ladda upp en bild av detta fornminne |
| Tingstad 58:1                          | Hög                              |              | Tingstad, Östergötland |       | 58.531602, 16.295227 | 10050800580001 | Ladda upp en bild av detta fornminne |
| Tingstad 58:2                          | Hög                              |              | Tingstad, Östergötland |       | 58.531717, 16.295392 | 10050800580002 | Ladda upp en bild av detta fornminne |
| Tingstad 59:1                          | Stensättning                     |              | Tingstad, Östergötland |       | 58.535525, 16.297342 | 10050800590001 | Ladda upp en bild av detta fornminne |
| Tingstad 60:1                          | Stensättning                     |              | Tingstad, Östergötland |       | 58.536951, 16.309194 | 10050800600001 | Ladda upp en bild av detta fornminne |
| Tingstad 60:2                          | Stensättning                     |              | Tingstad, Östergötland |       | 58.537057, 16.308672 | 10050800600002 | Ladda upp en bild av detta fornminne |
| Tingstad 61:1                          | Stensättning                     |              | Tingstad, Östergötland |       | 58.538909, 16.300945 | 10050800610001 | Ladda upp en bild av detta fornminne |
| Tingstad 62:1                          | Gravfält                         |              | Tingstad, Östergötland |       | 58.541355, 16.301476 | 10050800620001 | Ladda upp en bild av detta fornminne |
| Tingstad 64:1                          | Stensättning                     |              | Tingstad, Östergötland |       | 58.541712, 16.298178 | 10050800640001 | Ladda upp en bild av detta fornminne |
| Tingstad 65:1                          | Hög                              |              | Tingstad, Östergötland |       | 58.541572, 16.294483 | 10050800650001 | Ladda upp en bild av detta fornminne |
| Tingstad 66:1                          | Stensättning                     |              | Tingstad, Östergötland |       | 58.540330, 16.295850 | 10050800660001 | Ladda upp en bild av detta fornminne |
| Tingstad 66:2                          | Hällristning                     |              | Tingstad, Östergötland |       | 58.540228, 16.295806 | 10050800660002 | Ladda upp en bild av detta fornminne |
| Tingstad 67:1                          | Hällristning                     |              | Tingstad, Östergötland |       | 58.543763, 16.297490 | 10050800670001 | Ladda upp en bild av detta fornminne |
| Tingstad 68:1                          | Hög                              |              | Tingstad, Östergötland |       | 58.532903, 16.287254 | 10050800680001 | Ladda upp en bild av detta fornminne |
| Tingstad 69:1                          | Stensättning                     |              | Tingstad, Östergötland |       | 58.547477, 16.283765 | 10050800690001 | Ladda upp en bild av detta fornminne |
| Tingstad 69:2                          | Stensättning                     |              | Tingstad, Östergötland |       | 58.547379, 16.284196 | 10050800690002 | Ladda upp en bild av detta fornminne |
| Tingstad 69:3                          | Stensättning                     |              | Tingstad, Östergötland |       | 58.547486, 16.283546 | 10050800690003 | Ladda upp en bild av detta fornminne |
| Tingstad 70:1                          | Gravfält                         |              | Tingstad, Östergötland |       | 58.549044, 16.280590 | 10050800700001 | Ladda upp en bild av detta fornminne |
| Tingstad 71:1                          | Gravfält                         |              | Tingstad, Östergötland |       | 58.549810, 16.278537 | 10050800710001 | Ladda upp en bild av detta fornminne |
| Tingstad 73:1                          | Gravfält                         |              | Tingstad, Östergötland |       | 58.547897, 16.271810 | 10050800730001 | Ladda upp en bild av detta fornminne |
| Tingstad 74:1                          | Gravfält                         |              | Tingstad, Östergötland |       | 58.546874, 16.270929 | 10050800740001 | Ladda upp en bild av detta fornminne |
| Tingstad 75:1                          | Grav- och boplatsområde          |              | Tingstad, Östergötland |       | 58.548523, 16.267126 | 10050800750001 | Ladda upp en bild av detta fornminne |
| Tingstad 76:1                          | Stensättning                     |              | Tingstad, Östergötland |       | 58.549005, 16.266441 | 10050800760001 | Ladda upp en bild av detta fornminne |
| Tingstad 76:2                          | Stensättning                     |              | Tingstad, Östergötland |       | 58.548997, 16.266266 | 10050800760002 | Ladda upp en bild av detta fornminne |
| Tingstad 77:1                          | Gravfält                         |              | Tingstad, Östergötland |       | 58.547418, 16.263043 | 10050800770001 | Ladda upp en bild av detta fornminne |
| Tingstad 78:1                          | Stensättning                     |              | Tingstad, Östergötland |       | 58.549660, 16.258857 | 10050800780001 | Ladda upp en bild av detta fornminne |
| Tingstad 79:1                          | Hällristning                     |              | Tingstad, Östergötland |       | 58.550706, 16.249877 | 10050800790001 | Ladda upp en bild av detta fornminne |
| Tingstad 80:1                          | Stensättning                     |              | Tingstad, Östergötland |       | 58.550311, 16.238551 | 10050800800001 | Ladda upp en bild av detta fornminne |
| Tingstad 80:2                          | Stensättning                     |              | Tingstad, Östergötland |       | 58.550279, 16.238156 | 10050800800002 | Ladda upp en bild av detta fornminne |
| Tingstad 80:3                          | Stensättning                     |              | Tingstad, Östergötland |       | 58.550096, 16.238783 | 10050800800003 | Ladda upp en bild av detta fornminne |
| Tingstad 80:4                          | Stensättning                     |              | Tingstad, Östergötland |       | 58.549916, 16.239363 | 10050800800004 | Ladda upp en bild av detta fornminne |
| Tingstad 80:5                          | Stensättning                     |              | Tingstad, Östergötland |       | 58.549811, 16.239460 | 10050800800005 | Ladda upp en bild av detta fornminne |
| Tingstad 81:1                          | Gravfält                         |              | Tingstad, Östergötland |       | 58.551359, 16.237022 | 10050800810001 | Ladda upp en bild av detta fornminne |
| Tingstad 82:1                          | Stensättning                     |              | Tingstad, Östergötland |       | 58.543312, 16.251317 | 10050800820001 | Ladda upp en bild av detta fornminne |
| Tingstad 82:2                          | Hällristning                     |              | Tingstad, Östergötland |       | 58.543315, 16.251314 | 10050800820002 | Ladda upp en bild av detta fornminne |
| Tingstad 82:3                          | Hällristning                     |              | Tingstad, Östergötland |       | 58.543188, 16.251315 | 10050800820003 | Ladda upp en bild av detta fornminne |
| Tingstad 84:1                          | Gravfält                         |              | Tingstad, Östergötland |       | 58.541002, 16.241613 | 10050800840001 | Ladda upp en bild av detta fornminne |
| Tingstad 85:1                          | Stensättning                     |              | Tingstad, Östergötland |       | 58.544187, 16.242510 | 10050800850001 | Ladda upp en bild av detta fornminne |
| Tingstad 85:2                          | Stensättning                     |              | Tingstad, Östergötland |       | 58.544086, 16.242586 | 10050800850002 | Ladda upp en bild av detta fornminne |
| Tingstad 86:1                          | Gravfält                         |              | Tingstad, Östergötland |       | 58.544625, 16.240955 | 10050800860001 | Ladda upp en bild av detta fornminne |
| Tingstad 87:1                          | Gravfält                         |              | Tingstad, Östergötland |       | 58.550272, 16.236440 | 10050800870001 | Ladda upp en bild av detta fornminne |
| Tingstad 88:1                          | Stensättning                     |              | Tingstad, Östergötland |       | 58.542333, 16.240548 | 10050800880001 | Ladda upp en bild av detta fornminne |
| Tingstad 89:1                          | Stensättning                     |              | Tingstad, Östergötland |       | 58.542357, 16.238852 | 10050800890001 | Ladda upp en bild av detta fornminne |
| Bardensberg (fel 1947) (Tingstad 90:1) | Fornborg                         |              | Tingstad, Östergötland |       | 58.543606, 16.236140 | 10050800900001 | Ladda upp en bild av detta fornminne |
| Tingstad 91:1                          | Hällristning                     |              | Tingstad, Östergötland |       | 58.547021, 16.253973 | 10050800910001 | Ladda upp en bild av detta fornminne |
| Tingstad 91:2                          | Hällristning                     |              | Tingstad, Östergötland |       | 58.546943, 16.253981 | 10050800910002 | Ladda upp en bild av detta fornminne |
| Tingstad 92:1                          | Stensättning                     |              | Tingstad, Östergötland |       | 58.547575, 16.229717 | 10050800920001 | Ladda upp en bild av detta fornminne |
| Tingstad 93:1                          | Gravfält                         |              | Tingstad, Östergötland |       | 58.551736, 16.226186 | 10050800930001 | Ladda upp en bild av detta fornminne |
| Tingstad 94:1                          | Stensättning                     |              | Tingstad, Östergötland |       | 58.550461, 16.225680 | 10050800940001 | Ladda upp en bild av detta fornminne |
| Tingstad 94:2                          | Stensättning                     |              | Tingstad, Östergötland |       | 58.550528, 16.225936 | 10050800940002 | Ladda upp en bild av detta fornminne |
| Tingstad 96:1                          | Stensättning                     |              | Tingstad, Östergötland |       | 58.540222, 16.243664 | 10050800960001 | Ladda upp en bild av detta fornminne |
| Tingstad 100:1                         | Hällristning                     |              | Tingstad, Östergötland |       | 58.541142, 16.261952 | 10050801000001 | Ladda upp en bild av detta fornminne |
| Tingstad 100:2                         | Hällristning                     |              | Tingstad, Östergötland |       | 58.541215, 16.261978 | 10050801000002 | Ladda upp en bild av detta fornminne |
| Tingstad 102:1                         | Gravfält                         |              | Tingstad, Östergötland |       | 58.548232, 16.245237 | 10050801020001 | Ladda upp en bild av detta fornminne |
| Tingstad 105:1                         | Stensättning                     |              | Tingstad, Östergötland |       | 58.536707, 16.244874 | 10050801050001 | Ladda upp en bild av detta fornminne |
| Tingstad 106:1                         | Stensättning                     |              | Tingstad, Östergötland |       | 58.539003, 16.249538 | 10050801060001 | Ladda upp en bild av detta fornminne |
| Tingstad 107:1                         | Stensättning                     |              | Tingstad, Östergötland |       | 58.540973, 16.248214 | 10050801070001 | Ladda upp en bild av detta fornminne |
| Tingstad 109:1                         | Hällristning                     |              | Tingstad, Östergötland |       | 58.531703, 16.278411 | 10050801090001 | Ladda upp en bild av detta fornminne |
| Tingstad 110:1                         | Röse                             |              | Tingstad, Östergötland |       | 58.529469, 16.275732 | 10050801100001 | Ladda upp en bild av detta fornminne |
| Tingstad 111:1                         | Stensättning                     |              | Tingstad, Östergötland |       | 58.522277, 16.284293 | 10050801110001 | Ladda upp en bild av detta fornminne |
| Tingstad 115:1                         | Stensättning                     |              | Tingstad, Östergötland |       | 58.535101, 16.257463 | 10050801150001 | Ladda upp en bild av detta fornminne |
| Tingstad 116:1                         | Hällristning                     |              | Tingstad, Östergötland |       | 58.534108, 16.261566 | 10050801160001 | Ladda upp en bild av detta fornminne |
| Tingstad 119:1                         | Hällristning                     |              | Tingstad, Östergötland |       | 58.528267, 16.311483 | 10050801190001 | Ladda upp en bild av detta fornminne |
| Tingstad 120:1                         | Hällristning                     |              | Tingstad, Östergötland |       | 58.529644, 16.308768 | 10050801200001 | Ladda upp en bild av detta fornminne |
| Tingstad 121:1                         | Hällristning                     |              | Tingstad, Östergötland |       | 58.527725, 16.317779 | 10050801210001 | Ladda upp en bild av detta fornminne |
| Tingstad 121:2                         | Hällristning                     |              | Tingstad, Östergötland |       | 58.528240, 16.318455 | 10050801210002 | Ladda upp en bild av detta fornminne |
| Tingstad 122:1                         | Stensättning                     |              | Tingstad, Östergötland |       | 58.512861, 16.319630 | 10050801220001 | Ladda upp en bild av detta fornminne |
| Tingstad 122:2                         | Stensättning                     |              | Tingstad, Östergötland |       | 58.512728, 16.319626 | 10050801220002 | Ladda upp en bild av detta fornminne |
| Tingstad 125:1                         | Gravfält                         |              | Tingstad, Östergötland |       | 58.520015, 16.285922 | 10050801250001 | Ladda upp en bild av detta fornminne |
| Tingstad 126:1                         | Hällristning                     |              | Tingstad, Östergötland |       | 58.543022, 16.253862 | 10050801260001 | Ladda upp en bild av detta fornminne |
| Tingstad 126:2                         | Hällristning                     |              | Tingstad, Östergötland |       | 58.543078, 16.253760 | 10050801260002 | Ladda upp en bild av detta fornminne |
| Tingstad 127:1                         | Hällristning                     |              | Tingstad, Östergötland |       | 58.540600, 16.252281 | 10050801270001 | Ladda upp en bild av detta fornminne |
| Tingstad 127:2                         | Hällristning                     |              | Tingstad, Östergötland |       | 58.540668, 16.252365 | 10050801270002 | Ladda upp en bild av detta fornminne |
| Tingstad 132:1                         | Stensättning                     |              | Tingstad, Östergötland |       | 58.514724, 16.328658 | 10050801320001 | Ladda upp en bild av detta fornminne |
| Tingstad 135:1                         | Hällristning                     |              | Tingstad, Östergötland |       | 58.518080, 16.319866 | 10050801350001 | Ladda upp en bild av detta fornminne |
| Tingstad 139:2                         | Stensättning                     |              | Tingstad, Östergötland |       | 58.549524, 16.265475 | 10050801390002 | Ladda upp en bild av detta fornminne |
| Tingstad 140:1                         | Hällristning                     |              | Tingstad, Östergötland |       | 58.544644, 16.285503 | 10050801400001 | Ladda upp en bild av detta fornminne |
| Tingstad 142:1                         | Stensättning                     |              | Tingstad, Östergötland |       | 58.545993, 16.278197 | 10050801420001 | Ladda upp en bild av detta fornminne |
| Tingstad 147:1                         | Stensättning                     |              | Tingstad, Östergötland |       | 58.538260, 16.246098 | 10050801470001 | Ladda upp en bild av detta fornminne |
| Tingstad 149:1                         | Grav markerad av sten/block      |              | Tingstad, Östergötland |       | 58.537164, 16.248826 | 10050801490001 | Ladda upp en bild av detta fornminne |
| Tingstad 149:2                         | Stensättning                     |              | Tingstad, Östergötland |       | 58.536982, 16.248602 | 10050801490002 | Ladda upp en bild av detta fornminne |
| Tingstad 150:1                         | Gravfält                         |              | Tingstad, Östergötland |       | 58.536073, 16.253370 | 10050801500001 | Ladda upp en bild av detta fornminne |
| Tingstad 158:1                         | Husgrund, förhistorisk/medeltida |              | Tingstad, Östergötland |       | 58.531940, 16.279690 | 10050801580001 | Ladda upp en bild av detta fornminne |
| Tingstad 161:1                         | Stensättning                     |              | Tingstad, Östergötland |       | 58.522392, 16.277664 | 10050801610001 | Ladda upp en bild av detta fornminne |
| Tingstad 162:1                         | Stensättning                     |              | Tingstad, Östergötland |       | 58.527169, 16.278241 | 10050801620001 | Ladda upp en bild av detta fornminne |
| Tingstad 162:2                         | Stensättning                     |              | Tingstad, Östergötland |       | 58.527333, 16.278462 | 10050801620002 | Ladda upp en bild av detta fornminne |
| Tingstad 162:3                         | Stensättning                     |              | Tingstad, Östergötland |       | 58.527588, 16.278107 | 10050801620003 | Ladda upp en bild av detta fornminne |
| Tingstad 162:4                         | Stensättning                     |              | Tingstad, Östergötland |       | 58.527075, 16.277549 | 10050801620004 | Ladda upp en bild av detta fornminne |
| Tingstad 162:5                         | Stensättning                     |              | Tingstad, Östergötland |       | 58.526872, 16.277013 | 10050801620005 | Ladda upp en bild av detta fornminne |
| Tingstad 174                           | Stensättning                     |              | Tingstad, Östergötland |       | 58.537136, 16.254159 | 12000000041532 | Ladda upp en bild av detta fornminne |
| Tingstad 176                           | Stensättning                     |              | Tingstad, Östergötland |       | 58.535608, 16.251132 | 12000000041534 | Ladda upp en bild av detta fornminne |
| Tingstad 178                           | Stensättning                     |              | Tingstad, Östergötland |       | 58.537069, 16.254208 | 12000000041536 | Ladda upp en bild av detta fornminne |
| Tingstad 179                           | Stensättning                     |              | Tingstad, Östergötland |       | 58.537016, 16.254244 | 12000000041537 | Ladda upp en bild av detta fornminne |
| Tingstad 181                           | Lägenhetsbebyggelse              |              | Tingstad, Östergötland |       | 58.536882, 16.256413 | 12000000041539 | Ladda upp en bild av detta fornminne |
| Tingstad 182                           | Lägenhetsbebyggelse              |              | Tingstad, Östergötland |       | 58.536496, 16.256290 | 12000000041541 | Ladda upp en bild av detta fornminne |
| Sankt Johannes 9:1                     | Gravfält                         |              | Tingstad, Östergötland |       | 58.552473, 16.241964 | 10307400090001 | Ladda upp en bild av detta fornminne |
| Sankt Johannes 10:1                    | Gravfält                         |              | Tingstad, Östergötland |       | 58.555266, 16.221998 | 10307400100001 | Ladda upp en bild av detta fornminne |
| Sankt Johannes 10:3                    | Hällristning                     |              | Tingstad, Östergötland |       | 58.554527, 16.222919 | 10307400100003 | Ladda upp en bild av detta fornminne |
| Sankt Johannes 12:1                    | Gravfält                         |              | Tingstad, Östergötland |       | 58.560776, 16.211221 | 10307400120001 | Ladda upp en bild av detta fornminne |
| Sankt Johannes 20:1                    | Gravfält                         |              | Tingstad, Östergötland |       | 58.555303, 16.211589 | 10307400200001 | Ladda upp en bild av detta fornminne |
| Stensborg (Sankt Johannes 31:1)        | Fornborg                         |              | Tingstad, Östergötland |       | 58.547628, 16.217002 | 10307400310001 | Ladda upp en bild av detta fornminne |
| Sankt Johannes 59:1                    | Hällristning                     |              | Tingstad, Östergötland |       | 58.554264, 16.221325 | 10307400590001 | Ladda upp en bild av detta fornminne |
| Sankt Johannes 60:1                    | Stensättning                     |              | Tingstad, Östergötland |       | 58.555056, 16.217724 | 10307400600001 | Ladda upp en bild av detta fornminne |
| Sankt Johannes 60:2                    | Stensättning                     |              | Tingstad, Östergötland |       | 58.555001, 16.217949 | 10307400600002 | Ladda upp en bild av detta fornminne |
| Sankt Johannes 60:3                    | Stensättning                     |              | Tingstad, Östergötland |       | 58.554914, 16.217823 | 10307400600003 | Ladda upp en bild av detta fornminne |
| Sankt Johannes 61:1                    | Stensättning                     |              | Tingstad, Östergötland |       | 58.557935, 16.215773 | 10307400610001 | Ladda upp en bild av detta fornminne |
| Sankt Johannes 62:1                    | Stensättning                     |              | Tingstad, Östergötland |       | 58.560338, 16.212819 | 10307400620001 | Ladda upp en bild av detta fornminne |
| Sankt Johannes 91:1                    | Hällristning                     |              | Tingstad, Östergötland |       | 58.554496, 16.234361 | 10307400910001 | Ladda upp en bild av detta fornminne |
| Sankt Johannes 92:1                    | Stensättning                     |              | Tingstad, Östergötland |       | 58.555063, 16.208779 | 10307400920001 | Ladda upp en bild av detta fornminne |
| Sankt Johannes 92:2                    | Stensättning                     |              | Tingstad, Östergötland |       | 58.555231, 16.208653 | 10307400920002 | Ladda upp en bild av detta fornminne |
| Sankt Johannes 92:3                    | Stensättning                     |              | Tingstad, Östergötland |       | 58.555648, 16.208610 | 10307400920003 | Ladda upp en bild av detta fornminne |
| Sankt Johannes 92:4                    | Stensättning                     |              | Tingstad, Östergötland |       | 58.554445, 16.208833 | 10307400920004 | Ladda upp en bild av detta fornminne |
| Sankt Johannes 118:1                   | Hällristning                     |              | Tingstad, Östergötland |       | 58.555366, 16.219395 | 10307401180001 | Ladda upp en bild av detta fornminne |
| Sankt Johannes 119:1                   | Hällristning                     |              | Tingstad, Östergötland |       | 58.554953, 16.220812 | 10307401190001 | Ladda upp en bild av detta fornminne |
| Sankt Johannes 119:2                   | Hällristning                     |              | Tingstad, Östergötland |       | 58.554876, 16.220807 | 10307401190002 | Ladda upp en bild av detta fornminne |
| Sankt Johannes 119:3                   | Hällristning                     |              | Tingstad, Östergötland |       | 58.554657, 16.220622 | 10307401190003 | Ladda upp en bild av detta fornminne |
| Sankt Johannes 119:4                   | Hällristning                     |              | Tingstad, Östergötland |       | 58.554587, 16.220589 | 10307401190004 | Ladda upp en bild av detta fornminne |